# Camila Cañeque
Camila Cañeque   (Barcelona, 15 de juny de 1984 - 14 de febrer de 2024) va ser una artista catalana que va destacar en l'art d'acció. En la seva obra va plantejar la idea d'un esgotament sistèmic i la resistència a deixar-se devorar per la deriva productivista, tant si és de treball com d'oci.
El 2013 la fira ARCO li va censurar Dead end, una performance que va realitzar sense autorització amb la qual representava «la mort d'Espanya davant del capitalisme». En l'obra, es veia Cañeque amb un vestit de flamenca ajaguda de bocaterrosa en un passadís i envoltada de flors i poemes del Romancero gitano de Federico García Lorca, i podia romandre hores en aquesta posició immòbil. Un any després va realitzar una instal·lació artística amb les lletres Error 404. Not found a la sorra dels camps de refugiats del Sàhara, en al·lusió al missatge d'error 404 d'internet, com un crit en contra de la injustícia evident però que hom nega que existeixi.